# LG Optimus L3
De LG Optimus L3 is een smartphone van het Zuid-Koreaanse bedrijf LG. Het toestel is het lowbudgettoestel van de eerste generatie van de 'L-serie', een lijn van smartphones die voor gebruikers met weinig geld een goed design en de recentste software wil bieden. Het toestel is geïntroduceerd tijdens het Mobile World Congress 2012 in Barcelona en komt uit in het zwart en in het wit.

## Software
In tegenstelling tot de rest van de L-serie, draait de Optimus L3 niet Googles Android 4.0, maar op versie 2.3. Boven op het besturingssysteem heeft LG zijn eigen interface gelegd, vergelijkbaar met HTC's Sense en Samsungs TouchWiz. De interface legt veel nadruk op de kleur wit. Ook heeft LG het vergrendelingsscherm aangepast. Door naar een bepaalde applicatie toe te slepen, gaat men onmiddellijk naar die applicatie.

## Hardware
De smartphone heeft een tft-scherm van 3,2 inch groot met een resolutie van 480 bij 320 pixels. Onder het scherm bevinden zich 3 knoppen, een capacitieve terugknop, de fysieke thuisknop en een capacitieve menuknop. In het toestel zelf bevindt zich een batterij van 1500 mAh en een singlecoreprocessor van 800 MHz. Op de Optimus L3 zit er een camera van 3,15 megapixel op de achterkant.